# Шагаров, Евгений Андреевич
Евгений Андреевич Шагаров (1919, Симбирская губерния — неизвестно) — советский футболист, нападающий.

## Биография
Евгений Шагаров родился в 1919 году в Симбирской губернии (сейчас Ульяновская область).
Жил в Баку. В 1939 году был призван на срочную службу в Красную Армию.
Участвовал в Великой Отечественной войне. Был старшим сержантом 442-го отдельного разведывательного артиллерийского дивизиона особого назначения 2-го Украинского фронта.
Играл в футбол на позиции нападающего. В 1946—1950 годах выступал за бакинский «Нефтяник». В сезоне-46 провёл 24 матча во второй группе, в сезоне-47 забил 4 мяча. В 1949 году сыграл 31 матч и забил 9 мячей в чемпионате СССР, в 1950 году на его счету 4 матча и 1 гол.
Дата смерти неизвестна.
Награждён орденами Красной Звезды и Отечественной войны 2-й степени (6 апреля 1985).